# 森島司
森島 司（もりしま つかさ、1997年4月25日 - ）は、三重県鈴鹿市出身のプロサッカー選手。Jリーグ・名古屋グランパス所属。ポジションはミッドフィールダー（MF）。日本代表。

## プロ入り前
四兄弟の三男として生まれる。父親は社会人サッカーの経験者で、森島の幼少期には地元の「愛宕サッカー少年団」の監督を務め兄2人も所属しており、森島も幼稚園のときに愛宕サッカー少年団でサッカーを始める。愛宕サッカー少年団は鈴鹿市内では強豪であったため、森島は試合を重ねるうちにサッカーの楽しさを知り、漠然と将来はプロになることを考えるようになる。
小学校高学年になると名古屋グランパスU-12と試合でも対戦するようになり、森島は6年生でU-12の練習にも呼ばれるようになる。その流れでジュニアユースのセレクションを受けたとところ合格するが、中学時代は地元の中学校に通いながら、週3回のジュニアユースの練習に参加するために、下校後に母親の運転する車で1時間半かけて愛知県豊田市の練習場まで通う生活が続いた。中学2年生時の夏にユースへの昇格を勧められるが、幼い頃から高校選手権への出場を熱望していたことや、長距離を通う過酷な環境などの要因から、昇格を断って退団を申し出た。
退団後は地元のクラブチーム・ヴィアティン北勢FCを経て、三重県の名門・四日市中央工業高等学校へと進学。1年生でボランチの一角としてスタメンを獲得し、第92回全国高等学校サッカー選手権大会でベスト4の成績を収め、同学年の小林颯とともに大会の優秀選手にも選ばれた（1年生での選出は2人のみ）。この活躍で一気に注目されるようになり、Jリーグのチーム練習にも呼ばれるようになったことでプロになることを本気で意識するようになる。

## クラブ経歴

### サンフレッチェ広島
2016年、サンフレッチェ広島に入団。背番号は四中工・広島両方での先輩にあたる浅野拓磨が付けていた29番を背負う。夏に負ったケガの影響により、1年目は出場機会のないままシーズンを終えた。
2年目の2017年。2月25日のアルビレックス新潟との開幕戦でJリーグ初出場、初先発。4月26日のルヴァン杯第3節のヴィッセル神戸戦で通算出場時間が450時間に達し、5月1日にプロA契約締結が発表された。
4年目の2019年。5月22日のAFCチャンピオンズリーグのメルボルン・ビクトリー戦でプロ初ゴール。5月26日リーグ戦第13節の浦和レッズ戦ではリーグ戦初ゴールを挙げるとともに、2アシストの活躍で勝利に貢献した。その後はシャドーの位置でレギュラーに定着し、リーグ戦では24試合3ゴール8アシスト、ACL7試合1ゴール4アシストの成績を残した。
5年目の2020年は背番号10を背負い、リーグ戦の全試合に出場した。

### 名古屋グランパス
2023年シーズン途中の8月3日、名古屋グランパスへの完全移籍が発表された。

## 日本代表
2019年12月、広島加入時の監督である森保一が指揮するEAFF E-1サッカー選手権2019に出場する日本代表に初選出され、12月10日の中国戦で代表初出場。

## 選手としての特徴
中盤の幅広いポジションでのプレーが可能だが、特に中央でのプレーを得意とする司令塔タイプの選手。長短織り交ぜたパスで決定機を演出するパスセンスを特徴とするが、それに加えてドリブルのスピードやスペースでボールを受ける動きも高い評価を得ており、味方を生かしつつ自らも得点シーンにも絡むことができる。
一方で献身的な守備や運動量にも一定の評価があり、森島自身も自分のスタイルを「後ろに関わりながら前にも入っていく」と分析している。

## 所属クラブ
- 愛宕サッカー少年団
- 名古屋グランパスエイトJr.ユース
- ヴィアティン北勢FC
- 三重県立四日市中央工業高等学校
  - 2015年6月 - 同年12月  サンフレッチェ広島（特別指定選手）
- 2016年 - 2023年8月  サンフレッチェ広島
- 2023年8月 -  名古屋グランパス

## 個人成績
| 国内大会個人成績 | 国内大会個人成績 | 国内大会個人成績 | 国内大会個人成績 | 国内大会個人成績 | 国内大会個人成績 | 国内大会個人成績 | 国内大会個人成績 | 国内大会個人成績 | 国内大会個人成績 | 国内大会個人成績 | 国内大会個人成績 |
| 年度             | クラブ           | 背番号           | リーグ           | リーグ戦         | リーグ戦         | リーグ杯         | リーグ杯         | オープン杯       | オープン杯       | 期間通算         | 期間通算         |
| 年度             | クラブ           | 背番号           | リーグ           | 出場             | 得点             | 出場             | 得点             | 出場             | 得点             | 出場             | 得点             |
| 日本             | 日本             | 日本             | 日本             | リーグ戦         | リーグ戦         | リーグ杯         | リーグ杯         | 天皇杯           | 天皇杯           | 期間通算         | 期間通算         |
| ---------------- | ---------------- | ---------------- | ---------------- | ---------------- | ---------------- | ---------------- | ---------------- | ---------------- | ---------------- | ---------------- | ---------------- |
| 2016             | 広島             | 29               | J1               | 0                | 0                | 0                | 0                | 0                | 0                | 0                | 0                |
| 2017             | 広島             | 29               | J1               | 14               | 0                | 6                | 0                | 2                | 0                | 22               | 0                |
| 2018             | 広島             | 14               | J1               | 1                | 0                | 6                | 0                | 0                | 0                | 7                | 0                |
| 2019             | 広島             | 14               | J1               | 24               | 3                | 0                | 0                | 1                | 0                | 25               | 3                |
| 2020             | 広島             | 10               | J1               | 34               | 5                | 2                | 0                | -                | -                | 36               | 5                |
| 2021             | 広島             | 10               | J1               | 29               | 1                | 5                | 0                | 1                | 0                | 35               | 1                |
| 2022             | 広島             | 10               | J1               | 31               | 8                | 11               | 2                | 5                | 1                | 47               | 11               |
| 2023             | 広島             | 10               | J1               | 20               | 2                | 4                | 0                | 2                | 1                | 26               | 3                |
| 2023             | 名古屋           | 14               | J1               | 12               | 0                | -                | -                | -                | -                | 12               | 0                |
| 2024             | 名古屋           | 14               | J1               | 37               | 3                | 7                | 0                | 1                | 0                | 45               | 3                |
| 2025             | 名古屋           | 14               | J1               |                  |                  |                  |                  |                  |                  |                  |                  |
| 通算             | 日本             | 日本             | J1               | 202              | 22               | 41               | 2                | 12               | 2                | 255              | 26               |
| 総通算           | 総通算           | 総通算           | 総通算           | 202              | 22               | 41               | 2                | 12               | 2                | 255              | 26               |

2015年 特別指定選手としての公式戦出場は無し。
| 国際大会個人成績 | 国際大会個人成績 | 国際大会個人成績 | 国際大会個人成績 | 国際大会個人成績 |
| 年度             | クラブ           | 背番号           | 出場             | 得点             |
| AFC              | AFC              | AFC              | ACL              | ACL              |
| ---------------- | ---------------- | ---------------- | ---------------- | ---------------- |
| 2019             | 広島             | 14               | 7                | 1                |
| 通算             | AFC              | AFC              | 7                | 1                |

- Jリーグ初出場 - 2017年2月25日 J1第1節 アルビレックス新潟戦（エディオンスタジアム広島）
- Jリーグ初得点 - 2019年5月26日 J1第13節 浦和レッズ戦（埼玉スタジアム2002）

## タイトル

### クラブ
サンフレッチェ広島
- Jリーグカップ（2022年）

名古屋グランパス
- Jリーグカップ（2024年）

### 個人
- Jリーグ・優秀選手賞（2022年）

## 代表歴
- U-18日本代表
  - AFC U-19選手権予選（2015年）
  - 長安フォードカップ（2015年）
  - Panda Cup（2015年）
- U-20日本代表
  - ドイツ遠征（2017年）
  - FIFA U-20ワールドカップ（2017年、怪我で離脱）
  - AFC U-23選手権2018 (予選)（2017年）
- U-21日本代表
  - AFC U-23選手権（2018年）
  - スポーツ・フォー・トゥモロー（SFT）プログラム　南米・日本U-21サッカー交流（2018年）
  - トゥーロン国際大会（2018年）
- U-22日本代表
  - ブラジル遠征（2019年）
- U-23日本代表
  - AFC U-23選手権（2020年）
- 日本代表
  - EAFF E-1サッカー選手権2019（2019年）
  - EAFF E-1サッカー選手権2022（2022年）

### 試合数
- 国際Aマッチ 4試合 0得点（2019年-）

| 日本代表 | 国際Aマッチ | 国際Aマッチ |
| 年       | 出場        | 得点        |
| -------- | ----------- | ----------- |
| 2019     | 2           | 0           |
| 2022     | 2           | 0           |
| 通算     | 4           | 0           |

### 出場
| No. | 開催日         | 開催都市 | スタジアム                   | 対戦国 | 結果 | 大会                       |
| --- | -------------- | -------- | ---------------------------- | ------ | ---- | -------------------------- |
| 1.  | 2019年12月10日 | 釜山     | 釜山九徳スタジアム           | 中国   | ○2-1 | EAFF E-1サッカー選手権2019 |
| 2.  | 2019年12月18日 | 釜山     | 釜山アシアドメインスタジアム | 韓国   | ●0-1 | EAFF E-1サッカー選手権2019 |
| 3.  | 2022年7月24日  | 豊田     | 豊田スタジアム               | 中国   | △0-0 | EAFF E-1サッカー選手権2022 |
| 4.  | 2022年7月27日  | 豊田     | 豊田スタジアム               | 韓国   | ○3-0 | EAFF E-1サッカー選手権2022 |